# Средно училище „Стефан Караджа“ (Каварна)
Средно училище „Стефан Караджа“ е училище в Каварна, на адрес: бул. „България“ № 22. Директор на училището е Емил Георгиев Андонов

## Материална база
Училището разполага с богата материално-техническа база: добре оборудвани учебни кабинети по информатика и информационни технологии, два физкултурни салона, вътрешен и външен фитнес, стена за скално катерене1 стрелкови клуб, сладкарница, ученически стол, библиотека с богат библиотечен фонд.

## Условия
СОУ „Стефан Караджа“ предлага езикова подготовка по английски, немски, френски и руски език във всички етапи на обучение. Нашите възпитаници са доказали своите знания чрез участия в олимпиади и конкурси на областно и национално равнище. Отборите ни по бадминтон, футбол, волейбол представят училището в турнири и състезания.
Обучението след осми клас е насочено към профилирана подготовка по предмети от природоматематическия цикъл. Учениците, обучаващи се в профил „Природоматематически“ – математика, получават разширени знания по математика, информационни технологии, физика, география. Учениците, които се обучават в профил „Природоматематически“ – химия, изучават като профилиращи предмети химия, биология, география, информационни технологии.
Училището предлага подготовка след осми клас и в непрофилирана паралелка.